# Fehérarcú bülbül
A fehérarcú bülbül (Pycnonotus leucotis) a madarak osztályának verébalakúak (Passeriformes) rendjébe, a bülbülfélék (Pycnonotidae) családjába tartozó faj.
Magyar neve forrással nincs megerősítve.

## Előfordulása
Afganisztán, Bahrein, India, Irak, Irán, Kuvait, az Egyesült Arab Emírségek, Katar, Omán, Szaúd-Arábia és Pakisztán területén honos.

## Alfajai
- Pycnonotus leucotis leucotis (Gould, 1836) – délkelet-Afganisztán, Pakisztán, északnyugat-India;
- Pycnonotus leucotis mesopotamia (Ticehurst, 1918) – kelet és délkelet-Irak, dél-Irán, Kuvait, kelet-Szaúd-Arábia, Egyesült Arab Emírségek, Bahrein, Katar, Omán.

## Megjelenése
Testhossza 20 centiméter.
|  |